# نصف‌النهار ۴۵ درجه غربی
نصف‌النهار ۴۵ درجه غربی ۴۵مین نصف‌النهار غربی از گرینویچ است که از لحاظ زمانی ۳ساعت و ۰دقیقه با گرینویچ اختلاف زمانی دارد.
این نصف‌النهار از قطب شمال شروع و از مناطق زیر گذشته و به قطب جنوب ختم می‌شود.
- گرینلند
- اقیانوس اطلس